# Chetag Muratowitsch Chossonow
Chetag Muratowitsch Chossonow (russisch Хетаг Муратович Хосонов; * 18. Juni 1998 in Wladikawkas) ist ein russischer Fußballspieler.

## Karriere

### Verein
Chossonow begann seine Karriere bei ZSKA Moskau. Im September 2016 gab er im Cup gegen den FK Jenissei Krasnojarsk sein Debüt für die Profis von ZSKA. Im September 2017 folgte dann gegen Amkar Perm sein Debüt in der Premjer-Liga. In der Saison 2017/18 kam er insgesamt zu fünf Einsätzen in der höchsten Spielklasse, zudem lief er je einmal in der UEFA Champions League und UEFA Europa League auf. In der Saison 2018/19 kam er bis zur Winterpause erneut fünfmal in der Premjer-Liga zum Zug, in der Champions League spielte er zweimal.
Im Januar 2019 wurde Chossonow an den Zweitligisten FK Tambow verliehen. Bis Saisonende spielte er siebenmal in der Perwenstwo FNL, mit Tambow stieg er in die Premjer-Liga auf. Im Anschluss wurde die Leihe verlängert, in der Saison 2019/20 kam er dann zu acht Einsätzen im Oberhaus. Im Juni 2020 kehrte er vorzeitig nach Moskau zurück.
Zur Saison 2020/21 wechselte Chossonow fest zu Zweitligist Alanija Wladikawkas. Für Alanija kam er in den folgenden drei Spielzeiten zu 99 Zweitligaeinsätzen, in denen er sechsmal traf. Zur Saison 2023/24 schloss er sich Ligakonkurrent FK Chimki an. Für Chimki kam er zu 28 Zweitligaeinsätzen, in denen er sieben Tore machte. Mit Chimki stieg er als Meister in die Premjer-Liga auf.

### Nationalmannschaft
Chossonow lief 2016 achtmal für die russischen U-18- und U-19-Teams auf.